# Пятнистый морской ангел

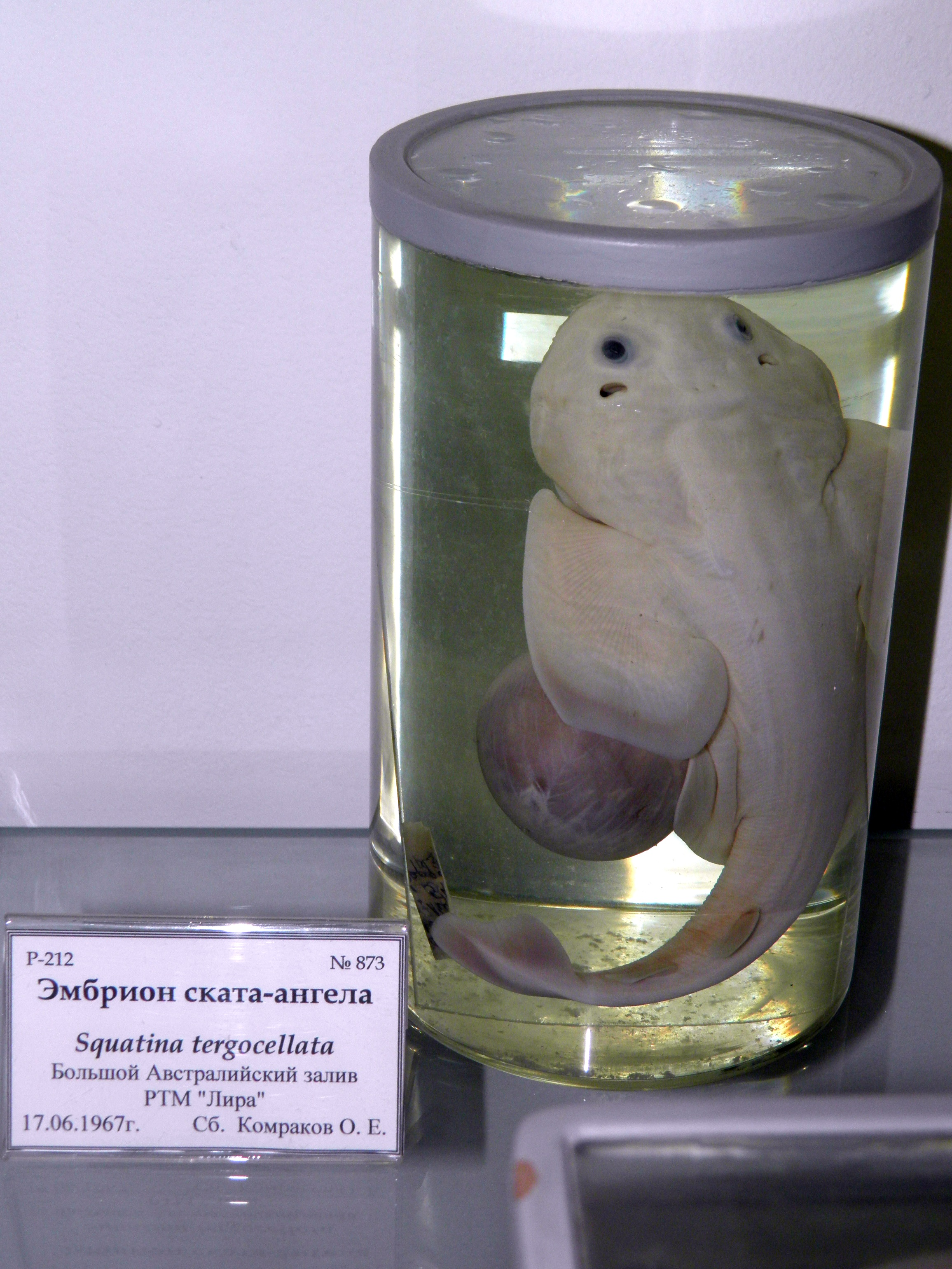
Эмбрион пятнистого морского ангела

Пятнистый морской ангел, или южноавстралийская глазчатая скватина (лат. Squatina tergocellata) — вид рода плоскотелых акул одноимённого семейства отряда скватинообразных. Эти акулы встречаются в восточной части Индийского океана на глубине до 400 м. Максимальная зарегистрированная длина 140 см. У них уплощённые голова и тело, внешне они похожи на скатов, но в отличие от последних жабры скватин расположены по бокам туловища и рот находится в передней части рыла, а не на вентральной поверхности. Эти акулы размножаются путём яйцеживорождения. Рацион состоит из небольших рыб и головоногих. Представляют незначительный интерес для коммерческого рыбного промысла.

## Таксономия
Впервые вид был научно описан в 1914 году. Утраченный в настоящее время голотип представлял собой самку длиной 42 см (длина тела по Смитту), пойманная в Большом Австралийском заливе, Западная Австралия (32°40′ ю. ш. 127°08′ в. д.), на глубине 365 м. Видовой эпитет происходит от слов лат. tergum — «спина» и лат. ocellus — «глазок» и связано с характерной пятнистой окраской дорсальной поверхности рыб этого вида.

## Ареал
Squatina tergocellata обитают в умеренных водах в юго-восточной части Индийского океана у берегов Южной и Западной Австралии. Эти акулы встречаются у дна на континентальном шельфе и в верхней части материкового склона на глубине от 130 до 400 м, в основном между до 300 м. У них наблюдается пространственная сегрегация по возрасту, взрослые акулы предпочитают держаться на большей глубине.

## Описание
У Squatina tergocellata довольно стройное уплощённое тело, широкая плоская голова с коротким закруглённым рылом, характерные для скватин широкие крыловидные грудные и брюшные плавники и короткий хвостовой плавник. Анальный плавник отсутствует. Ноздри обрамлены бахромчатыми усиками. Передний и задний край обрамляющих ноздри кожных лоскутов покрыт бахромой. Глаза широко расставлены. Позади глаз расположены брызгальца на расстоянии, которое менее чем в 1,5 раза превышает диаметр глаза. Основание первого спинного плавника на уровне внутреннего края брюшных плавников. На рыле и над глазами имеются среднего размера шипы. Тело покрыто очень крупными броскими отметинами в виде «глазков».

## Биология
Рацион Squatina tergocellata в основном состоит из головоногих и костистых рыб. Эти акулы размножаются яйцеживорождением. В помёте от 2 до 5 новорожденных. Цикл репродукции предположительно двухгодичный. Беременность длится от 6 до 12 месяцев. Беременные самки с эмбрионами на поздней стадии развития встречаются с января по февраль. Максимальная зарегистрированная длина 140 см. Самцы и самки достигают половой зрелости при длине 81—91 и 115—125 см соответственно.

## Взаимодействие с человеком
Вид представляет незначительный интерес для коммерческого рыбного промысла. Мясо употребляют в пищу. Несмотря на снижение численности в период интенсивного промысла, в настоящий момент популяция считается стабильной. Международный союз охраны природы присвоил этому виду статус сохранности «Вызывающий наименьшие опасения»..